# Religión en Andorra
A pesar de que no hay ninguna religión oficial, la Constitución hace una mención explícita de la Iglesia católica, a la cual garantiza "el ejercicio libre y público de sus actividades y el mantenimiento de las relaciones de colaboración especial con el Estado, de acuerdo con la tradición andorrana", aunque también establece la libertad religiosa. Nótese también que uno de los copríncipes del Principado es el obispo católico de la Seo de Urgel, y que la celebración religiosa del 8 de septiembre, de la Virgen de Meritxell es fiesta nacional. Se estima que el 95 % de la población andorrana profesa el cristianismo; entre sus denominaciones está el catolicismo (mayoritariamente), el protestantismo, el mormonismo y los Testigos de Jehová. Otras religiones que se practican son el islam —por los 2000 inmigrantes norteafricanos establecidos— y el hinduismo.
La población de Andorra es predominantemente (88,2%) católica. Su patrona es Nuestra Señora de Meritxell . Aunque no es una religión oficial del estado, la constitución reconoce una relación especial con la Iglesia Católica, que ofrece algunos privilegios especiales a ese grupo. Otras denominaciones cristianas incluyen la Iglesia Anglicana, la Iglesia de Unificación, la Iglesia Nueva Apostólica y los Testigos de Jehová. La pequeña comunidad musulmana está compuesta principalmente por inmigrantes del norte de África. Hay una pequeña comunidad de hindúes y Bahá'ís, y aproximadamente 100 judíos viven en Andorra.